# Lemnalia nitida
Lemnalia nitida is een zachte koraalsoort uit de familie Nephtheidae. De koraalsoort komt uit het geslacht Lemnalia. Lemnalia nitida werd in 1864 voor het eerst wetenschappelijk beschreven door Verrill. 